# Дарич-Драга
44°22′ пн. ш. 15°16′ сх. д. / 44.37° пн. ш. 15.26° сх. д.
Дарич-Драга (хорв. Barić Draga) — населений пункт у Хорватії, у Лицько-Сенській жупанії у складі громади Карлобаг.

## Населення
Населення за даними перепису 2011 року становило 125 осіб.
Динаміка чисельності населення поселення:

## Клімат
Середня річна температура становить 13,46 °C, середня максимальна – 27,23 °C, а середня мінімальна – -0,10 °C. Середня річна кількість опадів – 972 мм.
| Клімат поселення                              | Клімат поселення | Клімат поселення | Клімат поселення | Клімат поселення | Клімат поселення | Клімат поселення | Клімат поселення | Клімат поселення | Клімат поселення | Клімат поселення | Клімат поселення | Клімат поселення | Клімат поселення |
| Показник                                      | Січ.             | Лют.             | Бер.             | Квіт.            | Трав.            | Черв.            | Лип.             | Серп.            | Вер.             | Жовт.            | Лист.            | Груд.            |                  |
| Середній максимум, °C                         | 8,90             | 9,73             | 12,23            | 15,93            | 21,53            | 25,70            | 27,23            | 26,80            | 22,27            | 17,97            | 12,87            | 9,63             |                  |
| Середня температура, °C                       | 4,40             | 5,23             | 7,73             | 11,43            | 17,07            | 21,20            | 23,50            | 23,10            | 18,53            | 14,23            | 9,13             | 5,90             |                  |
| Середній мінімум, °C                          | −0,1             | 0,77             | 3,23             | 6,97             | 12,57            | 16,73            | 19,77            | 19,37            | 14,80            | 10,50            | 5,40             | 2,17             |                  |
| Норма опадів, мм                              | 79               | 69               | 72               | 77               | 73               | 64               | 39               | 57               | 108              | 116              | 117              | 101              |                  |
| Середньомісячна швидкість вітру, м/с          | 2.97             | 3.07             | 3.17             | 3.07             | 2.67             | 2.47             | 2.50             | 2.40             | 2.60             | 2.77             | 3.30             | 3.23             |                  |
| Середньомісячна сонячна радіація, кДж/м²·день | 4822             | 7607             | 11104            | 15891            | 20188            | 22243            | 24162            | 20892            | 15245            | 9733             | 5239             | 4043             |                  |
| --------------------------------------------- | ---------------- | ---------------- | ---------------- | ---------------- | ---------------- | ---------------- | ---------------- | ---------------- | ---------------- | ---------------- | ---------------- | ---------------- | ---------------- |
| Джерело:                                      |                  |                  |                  |                  |                  |                  |                  |                  |                  |                  |                  |                  |                  |